# Trecate
Trecate – miejscowość i gmina we Włoszech, w regionie Piemont, w prowincji Novara.
Według danych na rok 2004 gminę zamieszkiwały 16 913 osoby, 445,1 os./km².